# Myllenyxis bicolor
Myllenyxis bicolor là một loài tò vò trong họ Ichneumonidae.